# Campanule en épi
Campanula spicata
Pour les articles homonymes, voir Campanula et Spicata.
Espèce
Statut de conservation UICN

 LC  : Préoccupation mineure
La Campanule en épi (Campanula spicata) est une espèce de plantes bisannuelles de la famille des Campanulacées.

## Habitats
Pelouses basiphiles steppiques intra-alpines.